# The Nights
〈The Nights〉是瑞典已故的唱片骑师、电子音乐人和词曲作家艾维奇创作的歌曲，由歌手尼古拉斯·弗隆演唱。2014年12月1日，歌曲以数字音乐下载的格式发行于PRMD音乐和小岛唱片并收录在艾维奇的专辑《The Days / Nights EP》中，2015年1月11日，歌曲在英国发行。〈The Nights〉在英国单曲排行榜上排名第六，在英国舞曲排行榜上排名第一。2015年1月23日，艾维奇发行了自制混音版〈The Nights (Avicii by Avicii)〉，歌曲的英国版本收录在艾维奇的第二部录音室专辑《故事》（2015年）中。这首歌也作为EA Sports旗下足球游戏《FIFA 15》中的背景音乐。

## 背景
弗隆指出，他作这首歌的初衷是对父亲的歌颂，灵感来自爱尔兰一家酒吧的“海盗之歌”。弗隆回忆说：
“我一直在与乔丹和加布反复交流对于这首歌的想法，想将商业摇滚音乐与爱尔兰饮酒歌的标志性声音融合在一起。当我回到洛杉矶时，我们所有人都投身于录音室。”
弗隆将最初的想法以“我父亲曾说过”（“My Father Told Me”）之名发送给了艾维奇的经纪人阿拉什·普诺里，普诺里很快对这首歌曲产生了兴趣，他说这首歌具有与艾维奇音乐特点相同的欢快感。普诺里在接受雅虎音乐采访时说：“与尼克合作是绝对正确的……（我和艾维奇）只需要让它更像‘我们’并且这就是（我们）一直做的。”
正如他从前为人所知的〈Wake Me Up〉和〈Hey Brother〉一样，〈The Nights〉是一首包含民谣摇滚元素的渐进浩室型歌曲，由F#大调谱写，每分钟126拍（126 BPM）。

## 音乐视频
2014年12月1日，艾维奇在YouTube上发布了〈The Nights〉的伴唱歌词视频（MV）。
2014年12月15日，〈The Nights〉的官方音乐视频在YouTube上发布，并在雅虎音乐的首页上进行了首播。视频由“专业的生活居民”罗里·克莱默（Rory Kramer）制作和导演，他拍摄了自己在过山车、冲浪、单板滑雪、溜滑板、搭熱氣球以及改裝了一辆豐田卡羅拉成四门敞篷车等充满活力的精彩回忆——记住每个值得回忆的时刻。
截至2023年8月10日，该音乐视频在YouTube上的观看次数已超过9亿1千萬次播放。

## 製作人員
录制
- 录制于加利福尼亚州洛杉矶Foxy工作室。

人员
- 词曲——尼古拉斯·弗隆（英语：Nicholas Furlong (musician)）、加布里埃尔·本杰明、乔丹·苏科夫（英语：Infinity (producer)）、约翰·费尔德曼、艾维奇
- 制作——艾维奇
- 联合制作——阿拉什·普努里（英语：Arash Pournouri）
- 人聲——尼古拉斯·弗隆（英语：Nicholas Furlong (musician)）
- 工程和人声制作——扎克·塞尔维尼
- 原声吉他——科林·布里坦（英语：Colin Brittain）
- 夏威夷吉他——威尔·卡特
- 鼓点——乔丹·苏科夫
- 和声——The Mighty Riot

## 榜单和认证
| 榜单（2014年-2015年）                        | 最高排名 |
| -------------------------------------------- | -------- |
| 澳大利亚（澳大利亚唱片业协会單曲榜）         | 9        |
| 奥地利（Ö3四十强单曲榜）                     | 6        |
| 獨立國協（Tophit電台榜）                     | 22       |
| 比利时佛兰德（Ultratop五十强单曲榜）         | 14       |
| 比利时瓦隆（Ultratop五十强单曲榜）           | 29       |
| 加拿大（Canadian Hot 100）                   | 43       |
| 捷克（電台百強單曲榜）                       | 2        |
| 捷克（百強數位單曲榜）                       | 9        |
| 丹麥（Hitlisten单曲榜）                      | 22       |
| 芬兰（芬蘭官方單曲榜）                       | 6        |
| 法国（法國唱片出版業公會單曲榜）             | 79       |
| 德国（德國官方單曲榜）                       | 19       |
| 匈牙利（四十強舞曲榜）                       | 8        |
| 匈牙利（四十強單曲榜）                       | 21       |
| 愛爾蘭（愛爾蘭唱片音樂協會单曲榜）           | 7        |
| 意大利（意大利音乐产业联盟单曲榜）           | 19       |
| 日本（ZIP Dance Hits 20）                    | 5        |
| 黎巴嫩（黎巴嫩官方二十强榜）                 | 18       |
| 荷兰（荷蘭四十強單曲榜）                     | 19       |
| 荷兰（百强单曲榜）                           | 20       |
| 新西兰（新西兰唱片音乐协会单曲榜）           | 12       |
| 挪威（世道單曲榜）                           | 3        |
| 波蘭（波蘭百大電台榜）                       | 4        |
| 波蘭（波蘭五十強舞曲榜）                     | 36       |
| 波兰（Video Chart）                          | 1        |
| 斯洛伐克（電台百強單曲榜）                   | 22       |
| 斯洛伐克（百強數位單曲榜）                   | 66       |
| 斯洛文尼亚（SloTop50）                       | 10       |
| 西班牙（西班牙音樂製作協會）                 | 17       |
| 瑞典（瑞典最熱榜）                           | 2        |
| 瑞士（瑞士热门音乐榜）                       | 17       |
| 英國（官方榜单公司單曲榜）                   | 6        |
| 英國（官方榜单公司舞曲榜）                   | 1        |
| 美國（《告示牌》Hot Dance/Electronic Songs） | 10       |
| 美國（《告示牌》Dance Club Songs）           | 3        |

| 榜单（2018年）                   | 最高排名 |
| -------------------------------- | -------- |
| 匈牙利（四十強單曲榜）           | 15       |
| 日本（Japan Hot 100）            | 48       |
| 葡萄牙（葡萄牙唱片業協會单曲榜） | 46       |

| 榜单（2015年）                       | 排名 |
| ------------------------------------ | ---- |
| 澳大利亚（澳大利亚唱片业协会单曲榜） | 45   |
| 奥地利（Ö3四十强音乐榜）             | 49   |
| 比利时佛兰德（Ultratop单曲榜）       | 59   |
| 比利时瓦隆（Ultratop单曲榜）         | 96   |
| 独联体（Tophit）                     | 39   |
| 德国（德国官方榜单）                 | 81   |
| 匈牙利（四十强舞曲榜）               | 33   |
| 匈牙利（四十强单曲榜）               | 70   |
| 意大利（意大利音乐产业联盟）         | 59   |
| 荷兰（百强单曲榜）                   | 61   |
| 新西兰（新西兰唱片音乐协会）         | 41   |
| 波兰（ZPAV）                         | 45   |
| 俄罗斯（Tophit电台榜）               | 42   |
| 斯洛文尼亚（SloTop50）               | 24   |
| 瑞典（瑞典最热榜）                   | 31   |
| 瑞士（瑞士热门音乐榜）               | 61   |
| 英国（官方榜单公司单曲榜）           | 30   |
| 乌克兰（Tophit电台榜）               | 67   |
| 美国（《公告牌》舞曲/电音歌曲榜）    | 22   |

| 地區                                                       | 认证    | 认证单位/销量 |
| ---------------------------------------------------------- | ------- | ------------- |
| 澳大利亚（澳大利亚唱片业协会）                             | 金      | 35,000^       |
| 奥地利（國際唱片業協會奧地利分會）                         | 金      | 15,000*       |
| 丹麦（國際唱片業協會丹麥分會）                             | 白金    | 60,000^       |
| 德国（聯邦音樂產業協會）                                   | 金      | 200,000‡      |
| 意大利（意大利音乐产业联盟）                               | 2× 白金 | 100,000‡      |
| 新西兰（新西兰唱片音乐协会）                               | 金      | 7,500*        |
| 西班牙（西班牙音樂製作協會）                               | 白金    | 40,000*       |
| 瑞典（瑞典唱片業協會）                                     | 白金    | 40,000‡       |
| 英国（英国唱片业协会）                                     | 白金    | 600,000‡      |
| 美国（美國唱片業協會）                                     | 白金    | 1,000,000‡    |
| *僅含認證的實際銷量 ^僅含認證的出貨量 ‡僅含認證的+實際銷量 |         |               |